# Vịt mỏ thìa Cape
Vịt mỏ thìa Cape, tên khoa học Anas smithii, là một loài chim trong họ Vịt. Chúng được tìm thấy ở các vùng Bắc Namibia, Botswana, Zimbabwe, và Nam Angola, Lesotho, Mozambique, Zambia.